# Johannes Theodat
Johannes Theodat (auch Johannes Diodato, Deodat oder Owanes Astouatzatur; * um 1640 in Istanbul; † 17. Mai 1725 in Wien, Leopoldstadt) war ein armenischer Handelsmann und Kurier. Er war der Besitzer des ersten Wiener Kaffeehauses.
Nachdem Kaiser Leopold I. ab 1669 in Wien die Juden ausgewiesen hatte, brach die Silberversorgung für die kaiserliche Münze zusammen. Da ansässige Handelsleute die Lieferung nicht übernehmen konnten, wurde Diodatos Handelsgesellschaft engagiert. Von März bis Oktober 1671 war er dazu im Osmanischen Reich (heute Türkei), konnte jedoch auch nicht für einen regelmäßigen Betrieb der Münze sorgen. 
Deodat ist der Pionier des Kaffees in Wien. Am 17. Januar 1685 erhielt er zum Dank für seine Kurierdienste das kaiserliche Privileg, 20 Jahre lang als einziger Händler der Stadt Kaffee (das „türkische Getränk, als Caffe, The und Scherbet, zu praeparieren“) als Getränk verkaufen zu dürfen, und eröffnete in seinem Wohnhaus am Haarmarkt, heute Rotenturmstraße 14, das erste Wiener Kaffeehaus. 
Als er sich nach einer Spionageaffäre rund um die Belagerung Belgrads unter dem Oberbefehl Prinz Eugens nicht mehr rehabilitieren konnte, übersiedelte er nach Venedig, und vier Armenier übernahmen das Kaffeehausgeschäft.
2004 wurde in Wien-Wieden der Johannes-Diodato-Park nach ihm benannt.
Ein weiterer armenischer Pionier namens Georg Deodat (Georgius Deodatus Damascenus) eröffnete 1714 in Prag das erste Kaffeehaus in der heutigen Tschechischen Republik und servierte Kaffee als Getränk.